# 24. oktober
24. oktober je 297. dan leta (298. v prestopnih letih) v gregorijanskem koledarju. Ostaja še 68 dni.

## Dogodki
- 1648 – z vestfalskim mirom se konča tridesetletna vojna
- 1795 – končana tretja delitev Poljske
- 1917 – čudež pri Kobaridu, avstro-ogrski in nemški preboj italijanskih linij na soški fronti pomeni preobrat v 12. soški bitki
- 1929 – črni četrtek
- 1931 – Al Capone obsojen na 11 let zaporne in 50.000 dolarjev denarne kazni
- 1940 – srečanje Adolf Hitler-Henri Pétain
- 1945 – uveljavitev ustanovne listine OZN
- 1964 – Zambija postane neodvisna država
- 1964 – v Canberri ustanovljeno Društvo Slovencev v Avstraliji
- 2015 – Turčija na turško-sirski meji sestreli rusko vojaško letalo Su-24

## Rojstva
- 51 – Domicijan, rimski cesar († 96)
- 1561 – Anthony Babington, angleški katoliški plemič, privrženec Marije Škotske († 1586)
- 1658 – Marko Gerbec, slovenski zdravnik († 1718)
- 1775 – Bahadur Šah II., indijski vladar († 1862)
- 1804 – Wilhelm Eduard Weber, nemški fizik († 1891)
- 1844 – Karl Lueger, avstrijski politik († 1910)
- 1861 – Aleksej Maksimovič Kaledin, ruski častnik († 1918)
- 1882
  - Sybil Thorndike, angleška gledališka igralka († 1976)
  - Emmerich Kálmán, madžarski skladatelj († 1953)
- 1891 – Rafael Trujillo, dominikanski diktator († 1961)
- 1905 – Fran Zwitter, slovenski zgodovinar († 1988)
- 1925 – Luciano Berio, italijanski skladatelj († 2003)
- 1927 – Jean-Claude Pascal, francoski pevec, igralec in modni oblikovalec († 1992)
- 1932
  - Pierre-Gilles de Gennes, francoski fizik, nobelovec 1991 († 2007)
  - Robert Mundell, kanadski ekonomist, nobelovec 1999
- 1936 – Bill Wyman, angleški glasbenik (The Rolling Stones)
- 1939 – Fahrid Murray Abraham, ameriški filmski in gledališki igralec
- 1940 – Martin Campbell, novozelandski filmski režiser
- 1947 – Kevin Delaney Kline, ameriški filmski igralec
- 1949 – Robert Pickton, kanadski serijski morilec
- 1950 – Steven Greenberg, ameriški komponist (Lipps Inc.)
- 1960 – Joachim Winkelhock, nemški dirkač
- 1966 – Roman Abramovič, ruski naftni mogotec
- 1973
  - Levi Leipheimer, ameriški kolesar
  - Madlib, ameriški rap glasbenik
  - Mojca Mavec, slovenska novinarka in televizijska voditeljica
  - Jackie McNamara, škotski nogometaš
- 1974 – Jamal Mayers, kanadski hokejist
- 1975 – Juan Pablo Ángel, kolumbijski nogometaš
- 1977 – Branko Jordan, slovenski gledališki igralec
- 1980 – Matthew Amoah, ganski nogometaš
- 1985 – Wayne Rooney, angleški nogometaš
- 1987 – Anthony Vanden Borre, belgijski nogometaš
- 1989 – Shenae Grimes, kanadska igralka

## Smrti
- 996 – Hugo Capet, kralj Frankov  (* ok. 940)
- 1168 – Vilijem IV., neverški grof (* 1130)
- 1260 – Saif ad-Din Kutuz, sultan Egipta in Sirije
- 1307 – Corrado della Torre, italijanski (oglejski) državnik in vojskovodja (* 1251)
- 1375 – Valdemar IV., danski kralj (* 1320)
- 1537 – Jane Seymour, tretja žena angleškega kralja Henrika VIII. (* 1508)
- 1601 – Tycho Brahe, danski astronom (* 1546)
- 1655 – Pierre Gassendi, francoski filozof, fizik, matematik, astronom (* 1592)
- 1725 – Alessandro Scarlatti, italijanski skladatelj (* 1660)
- 1842 – Bernardo O'Higgins, čilski general, predsednik (* 1778)
- 1869 – Joseph Jackson Lister, angleški optik (* 1786)
- 1915 – Désiré Charnay, francoski arheolog (* 1828)
- 1932 – Fran Milčinski, slovenski pisatelj (* 1867)
- 1935 – Dutch Schultz, ameriški gangster (* 1902)
- 1938 – Ernst Barlach, nemški kipar, slikar, pisatelj (* 1870)
- 1944 – Louis Renault, francoski avtomobilski inženir (* 1877)
- 1945 – Vidkun Quisling, norveški predsednik vlade, izdajalec (* 1887)
- 1948 – Franz Lehár, avstrijski skladatelj (* 1870)
- 1957 – Christian Dior, francoski modni oblikovalec (* 1905)
- 1958 – George Edward Moore, angleški filozof (* 1873)
- 1961 – Milan Stojadinović, srbski politik (* 1888)
- 1974 – David Fjodorovič Ojstrah, rusko-ukrajinci violinist (* 1908)
- 1991 – Gene Roddenberry, ameriški TV producent (* 1921)
- 2005 – Rosa Parks, afroameriška borka za človekove pravice (* 1913)

## Prazniki in obredi
- Dan OZN